# Marie Manning
Marie Manning (* 22. Januar 1872 in Washington D.C.; † 28. November 1945 ebenda), Pseudonym Beatrice Fairfax, war eine US-amerikanische Schriftstellerin und Autorin von Dear Beatrice Fairfax (Liebe Beatrice Fairfax), der ersten Zeitungskolumne in den USA, in der Ratschläge zu persönlichen Themen erteilt wurden.

## Biographie
Marie Manning wurde 1872 geboren, ihr Geburtsjahr gab sie jedoch zeit ihres Lebens selbst ihrem engsten Familien- und Freundeskreis mit 1878 an; erst nach ihrem Tod fand ihr Sohn Oliver Gasch aufgrund von Unterlagen das tatsächliche Datum heraus. Mannings Mutter Elizabeth Barrett starb bei Maries Geburt. Marie Manning besuchte mehrere Privatschulen in Washington und erwarb schließlich einen Abschluss von „Miss Kerr's“. Als sie 18 Jahre alt war, starb ihr Vater Michael Charles Manning. Marie ging daraufhin Anfang der 1890er Jahre zu Verwandten nach England, wo sie die britische Gesellschaft kennenlernte. Hier schrieb sie auch ihr erstes Buch, Long Alingham, Bankrupt, das 1901 veröffentlicht wurde.
Zurück in den USA begann Manning 1896, für die Zeitung New York World zu schreiben, zunächst für fünf US-Dollar pro Woche. Ihr Gehalt stieg auf 30 US-Dollar, nachdem sie ein Exklusivinterview bei Grover Cleveland, dem derzeitigen Präsidenten der USA, erreicht hatte. Als der Herausgeber von New York World, Arthur Brisbane, 1897 zum New York Evening Journal wechselte, folgte ihm neben anderen ihrer Kollegen auch Manning.  An ihrer neuen Stelle arbeitete sie mit zwei anderen Frauen zusammen an der Erstellung der Frauenseite Hen Coop (etwa Hennenstall) und schrieb außerdem über aufsehenerregende Kriminalgeschichten.
1898 erreichten die Zeitung drei Leserbriefe, in denen nach Ratschlägen für persönliche Probleme gefragt wurde. Als Manning von Brisbane gebeten wurde, einen Artikel darüber zu schreiben, schlug sie stattdessen eine neue Kolumne vor, die sich ausschließlich persönlichen Ratschlägen widmen sollte – eine journalistische Form, die es in den USA bisher nicht gab. Auf Manning geht auch das von ihr verwendete Pseudonym Beatrix Fairfax (und damit der landläufige Name der Kolumne, Dear Beatrix Fairfax – Liebe Beatrix Fairfax) zurück – benannt nach Dantes Beatrice und dem früheren Haus von Mannings Familie in Fairfax County im Bundesstaat Virginia. Der Namensvorschlag Beatrix Fairfax gefiel Brisbane unter mehreren Ideen, die von den Journalistinnen des Evening Journal genannt wurden, am besten; Brisbane entschied, dass Manning die neue Kolumne schreiben solle. Die Idee, die Kolumne unter dem tatsächlichen Namen von Manning oder einer anderen Journalistin zu veröffentlichen, wurde gar nicht erst in Betracht gezogen: Im Jahr 1898 galt es immer noch als etwas unschicklich für eine Frau, etwas unter ihrem Namen zu drucken.
Ab dem 20. Juli 1898 erschien die neue Kolumne, in der Manning unter dem Pseudonym Beatrice Fairfax Fragen zu Liebesthemen mit gesundem Menschenverstand beantwortete. Leserfragen betrafen, wie man das Herz eines Mannes gewinnen könne, wie man eine Frau halten sollte oder welche Vertrautheiten in verschiedenen Situationen zulässig waren, und Manning antwortete unter Zugrundelegung einiger fester Verhaltensregeln und nach dem Motto: „Dry your eyes, roll up your sleeves, and dig for a practical solution.“ In der Hochzeit des Boulevardjournalismus in den USA wurde die Kolumne sofort ein großer Erfolg. Es kamen bis zu 1400 Leserbriefe pro Tag – so viele, dass die Post sich bald weigerte, sie zuzustellen, woraufhin die Zeitung die Briefe – von zwei kräftigen Männern – selbst abholen lassen musste. Landesweit fanden sich Nachahmer des Formats. Doch während der Name ihres Pseudonyms landesweit bekannt wurde, blieb Manning selbst weitgehend anonym. Sie erhielt zudem von ihrer Zeitung kaum Anerkennung, ihr Gehalt und ihre Stellung blieben niedrig, woraufhin sie schließlich kündigte.
1905 heiratete Manning den Grundstücksmakler Herman Gash (sie hieß fortan Marie Manning Gash) und widmete sich in der Folge hauptsächlich ihren zwei Söhnen. Freiberuflich schrieb sie jedoch weiterhin, und ihre Kurzgeschichten erschienen in verschiedenen Zeitschriften einschließlich Harper’s Monthly und Ladies’ Home Journal. Außerdem setzte sie sich vermehrt für die Rechte von Frauen ein, was ihr auch schon in ihrer Zeit als Journalistin ein Anliegen gewesen war.
Die finanzielle Lage der Gash-Familie war schwierig, und Manning investierte eine Erbschaft ihres Vaters in hochnotierten Aktien. Als sie 1929 beim Börsencrash ihr Geld verlor, kehrte Manning zum New York Evening Journal zurück und nahm die Beatrix-Fairfax-Kolumne wieder auf, die mittlerweile – von einer anderen Ghostwriterin geschrieben – in fast 200 Zeitungen veröffentlicht wurde. Während ursprünglich vor allem junge, unverheiratete Frauen von jugendlichem Alter bis in die 20er Jahre die Leserbriefe geschrieben hatten, schrieben jetzt vor allem ältere Leser; fast die Hälfte von ihnen waren Männer. Die Kolumne war so populär, dass George und Ira Gershwin sie in ihrem Song But Not for Me aus dem Musical Girl Crazy (1930) erwähnen: „Beatrice Fairfax, don't you dare / Ever tell me he will care...“ (etwa: „Beatrice Fairfax, wage niemals, mir zu sagen, ich wäre ihm wichtig...“).
Manning schrieb die Kolumne bis zu ihrem Tode durch einen Herzinfarkt 1945. Die Kolumne wurde noch etwa 20 Jahre weitergeführt.

## Romane
- Lord Alingham, Bankrupt (1902)
- Judith of the Plains (1903), elektronische Kopien auf dem Gutenberg-Projekt
- Personal Reply (1943)
- Ladies Now and Then (1945)